# 鈣熱還原
鈣熱還原反應（Calciothermic reactions）是一類金屬熱還原反應（更廣義地說，也算是熱化學反應），利用鈣金屬在高溫下扮演還原劑的角色進行反應。
鈣是一種強效且工業上能取得的還原劑，且在埃林漢姆圖裏，鈣通常被視為很強的氧化物還原劑，儘管從這個角度來說鑭氧化物又比鈣更強。然而，前述趨勢不延續於非氧化物的化合物，例如鑭的氯化物可經由鈣熱還原反應得到鑭，固可言鈣是比鑭的氯化物更強的還原劑。
鈣熱還原反應可用於從氧化礦石獲得多種金屬，如鈾、鋯、釷等。
鈣熱還原反應有一種有趣的運用方式，就是以在進行還原反應的同時即時生成金屬鈣，所有反應物皆浸泡於氯化鈣熔湯中，如FFC劍橋法所採取的反應方式。